# Bentonville
Bentonville je město ve Spojených státech amerických. Nachází se v okrese Benton County, jehož je hlavním sídlem, ve státě Arkansas. Ve městě žije přibližně 54 tisíc obyvatel a jeho rozloha činí 81,6 km². Na východě sousedí s městem Rogers. Je devátým nejlidnatějším městem v Arkansasu.
Své sídlo zde má společnost Sam's Club a také nákupní řetězec Walmart. Bentonville je jedním z nejrychleji se rozvíjejících měst v Arkansasu. Je součástí souměstí čtyř měst v severozápadním Arkansasu.

## Rodáci
- Louise Thaden (1905–1979)